# Hibiscus inimicus
Hibiscus inimicus är en malvaväxtart som beskrevs av Craven, F.D.Wilson och Fryxell. Hibiscus inimicus ingår i Hibiskussläktet som ingår i familjen malvaväxter. Inga underarter finns listade i Catalogue of Life.